# HD 43362
HD 43362，又名BD-08 1368，SAO 133029、HR 2237，是一颗恒星，视星等为6.1，位于銀經217，銀緯-12.07，其B1900.0坐标为赤經6h 10m 40.1s，赤緯-9° -12.07′ 15″。